# Kōsuke Kimura
Ne doit pas être confondu avec Kosuke Kimura.
Pour les articles homonymes, voir Kimura.
Kōsuke Kimura (木村 光佑, Kimura Kōsuke) est un artiste graveur japonais du XXe siècle, né en 1936.

## Biographie
Graveur, Kōsuke Kimura reçoit le grand prix international de la neuvième Biennale internationale de gravure à Ljubljana en 1971, puis, celui de la première Biennale de gravure de Norvège en 1972. En 1973, il obtient le premier prix au concours mondial de gravure de San Francisco, en 1974, il participe à l'exposition : L'Art japonais d'aujourd'hui au musée d'Art contemporain de Montréal.
Son style figuratif tend vers le symbolisme.